# Франтишек Мелихар
Франтишек Мелихар  (чеш. František Melichar; Млада Вожица, 31. август 1889 — Лоуни, 23. јун 1975) био је припадник Чехословачке легије и генерал Прве републике (Чехословачка до Минхенског споразума). Учествовао је у Првом и Другом свјетском рату. Током Минхенског споразума, требало је да предводи одбрану сјеверне Чешке на челу 3. пешадијске дивизије. Пензионисан је 1939. године. Сарађивао је са покретом отпора током нацистичке окупације Чехословачке. Један је од ријетких који је у комунистичкој Чехословачкој добио заслужену војну сахрану.
Мелихар је био носилац Златне медаље за храброст из 1912, а осим ње носилац је и Ордена Карађорђеве звезде 2. степена, Белог орла 3. степена са мачевима и без мачева, Светог Саве 2. степена, Југословенске круне 2. степена, Медаље за војне заслуге и Албанске споменице.

## Биографија
Рођен је у Младој Вожици у породици Коваржа Антонина Мелихара. Антонин Мелихар је у првом браку имао троје дјеце. Након што му је супруга преминула, поново се, у августу 1886, оженио са Аном Пудиловом, ћерком ковача из Ратиборских Хорија. Након Франтишековог рођења 1889, породица се преселила у Ратиборске Хорије, где су изнајмили фарму, коју су касније купили. Породица се временом увећала на петнаесторо дјеце. Одгајан је у пансловенском духу.
Након завршене основне школе, Мелихар је септембра 1900. године наставио школовање у Државној реалној гимназији у Табору. гдје је 15. јула 1908. успешно положио матуру. Послије распуста је, заједно са старијим братом Антонином, отишао на регрутацију у Јиндрихув Храдец. Пријава у војску није био чин лојалности Аустроугарској, већ настојање да војску остави што прије иза себе. У војску је ступио 1. октобра 1908. као једногодишњи пјешадијски добровољац и распоређен је у 75. пјешадијски пук који је био стациониран у Прагу. Ту је завршио и школу за резервне официре. Војску је напустио 30. септембра 1909. као резервни кадет.
Запослио се у компанији "Репка" из Прага као продавац вјештачког ђубрива. Паралелно је, до прољећа 1912. похађао  вечерњи курс на Привредној академији. Потом се запошљава у рачуноводству Фабрике за хмељ на Винохради у Прагу. У Прагу своја интересовања проширује и на балканске Словене. У слободно вријеме учио је српски језик и у прољеће 1914. одлази на рад у Краљевину Србију. Од априла 1914. радио је као банкарски чиновник у Пожаревцу, у гдје је постојала бројна чешка заједница.

### Први свјетски рат
По избијању Првог свјетског рата депортован је у логор као држављанин непријатељске државе. У логору је поднио захтјев за српско држављанство и пријавио се у српску војску. Послије шест недјеља, захтјев му је одобрен. Држављанство Краљевине Србије добио је 22. септембра 1915. Потом је као нижи војни чиновник послат у Македонију, гдје је радио у војној управи.  Његова породица у Аустроугарској стављена је под полицијски надзор. У чин потпоручника унапријеђен је 14. маја 1915. године. Када се Бугарска придружила Централним силама и ушла у рат против Краљевине Србије Мелихар, се добровољно пријављује за фронт и постављен је за команданта чете у 16. пјешадијском пуку "Цар Никола II". Са границе се са пуком повлачио према западу ка Скопљу. Његова чета је обезбјеђивала евакуацију из Скопља. Рањен је 15. октобра 1915. у бици код Кочана када му је бугарски метак разбио кост десне руке испод рамена. Након рањавања окончана је његова активност на српском фронту. Одликован је Златном медаљом Милош Обилић.
Послије рањавања отпутовао је (тада у чину потпоручника) у српску пољску болницу у Приштини. Међутим, напредовање аустроугарске војске приморало је Србе да се повуку на албанску територију. Ситуација је била утолико тежа за Франтишека Мелихара јер му је пријтила смртна казна уколико ако буде ухваћен. Дошавши на обале Јадранског мора, укрцао се на италијански брод, који га је одвео у Бриндизи, где је пребачен на француски болнички брод који га превози у Бизерту у Тунису. У Бизерту је стигао у новембру 1915. До краја априла 1916. боравио је у неколико тунижанских болница, гдје се опорављао од повреда и тешког повлачења. У мају 1916. је унапријеђен у чин поручника и постављен за команданта реконвалесцентне јединице у тврђави Казби, а затим је пребачен у камп за обуку српске војске "Лазуазу". Одатле одлази на Солунски фронт. Јула 1916. одликован је Орденом Карађорђеве звијезде IV реда. У Грчкој се није дуго задржао нити је стигао на фронт. Разлог је био тај јер се Мелихар пријавио да иде у Српски добровољачки корпус који је тада формиран у Русији. Овом корпусу недостајали су официри. Његов пут до Русије није био лаган. Путовао је преко Средоземног мора до Бизерте, затим до јужне Француске, преко Марсеља и Париза, до Велике Британије, где је путовао преко Лондона до луке Њукасл. Тамо је добио руски пасош са лажним именом и наставио да путује кроз Норвешку и Шведску. Успут је срео српског пуковника Миладиновића. Са њим је отпутовао у Одесу. Пуковник Миладиновић је постављен за команданта 7. Добровољачког пука, а Мелихар за његовог помоћника. Било је необично да неко са чином поручника заузима овако високу позицију у пуку, али је Миладиновића узео у обзир Мелихарово искуство као и чињеницу да су неки од нижих официра били чешки добровољци. Поред тога Мелихар је говорио српски, чешки, руски и њемачки језик.

## Одликовања
- Медаља за храброст (1912)[2], златна, 1915. (Краљевина Србија)
- Орден Карађорђеве звезде[3], IV. реда, 1916 (Краљевина Србија)
- Албанска споменица[4],(Краљевина Срба, Хрвата и Словенаца)
- Орден Белог орла, IV. реда са мачевима, 1918. (Краљевина Срба, Хрвата и Словенаца)
- Чехословачки ратни крст 1914–1918, 1919.
- Чехословачка револуционарна медаља, 1919.
- Орден румунске круне, III. реда, 1922. (Краљевина Румунија)
- Медаља побједе 1922.
- Спомен медаља на рат 1914-1918,[5] 1923. (Француска)
- Орден Спаситеља, III. реда, 1924. (Грчка)
- Медаља за војничке врлине,[6] 1925 (Краљевина Срба, Хрвата и Словенаца)
- Орден Светог Саве, II. реда, 1925 (Краљевина Срба, Хрвата и Словенаца)
- Орден обнове Пољске, III. реда, 1927. (Пољска)
- Национални орден Легије части, V. реда – витез, 1928. (Француска)
- Спомен медаља на рат 1915-1918 (Италија),[7] 1928. (Краљевина Италија)
- Споменица за рат ослобођења и уједињења 1914—1918. године,[8] 1918. (Краљевина Срба, Хрвата и Словенаца)
- Орден Белог орла III. реда, 1929. (Краљевина Југославија)
- Орден Белог орла, III. реда са мачевима, 1937. (Краљевина Југославија)
- Орден Карађорђеве звезде, II. реда, 1938. (Краљевина Југославија)
- Спомен медаља чехословачких добровољаца на 1918–1919, 1945.
- Чехословачки ратни крст 1939, 1945.
- Спомен медаља 21. Теронског стрељачког пука, 1948.
- Спомен медаља 35. пјешадијског пука "Фолињо", 1948.